# Anguix
Anguix település Spanyolországban, Burgos tartományban. Anguix Roa de Duero, Pedrosa de Duero, Olmedillo de Roa és La Horra községekkel határos. Lakosainak száma 156 fő (2024).

## Népesség
A település lakosságának változását az alábbi diagram mutatja:
| Lakosok száma | 154  | 142  | 161  | 157  | 145  | 117  | 137  | 136  | 158  | 156  |
|               | 2001 | 2004 | 2006 | 2009 | 2011 | 2014 | 2016 | 2019 | 2021 | 2024 |